# Aidan Gillen
Aidan Gillen, rodným jménem Aidan Murphy (* 24. dubna 1968 Dublin), je irský herec, který je nejvíce znám jako Petyr Baeliše v seriálu stanice HBO Hra o trůny, Tommy Carcetti v seriálu The Wire - Špína Baltimoru, Stuart Alan Jones v seriálu stanice Channel 4 Queer as Folk, John Boy v seriálu stanice RTÉ Love/Hate a operativec CIA Bill Wilson ve filmu Temný rytíř povstal.
Gillen vyhrál tři ceny Irské filmové a televizní akademie a byl nominován na cenu BAFTA, cenu Britské nezívislé filmové akademie a Tony Award.